# Darigma
Darigma är en ort i Burkina Faso.   Den ligger i provinsen Province du Bam och regionen Centre-Nord, i den centrala delen av landet, 110 km norr om huvudstaden Ouagadougou. Darigma ligger 316 meter över havet och antalet invånare är 789. Den ligger vid sjön Lac de Bam.
Terrängen runt Darigma är platt. Närmaste större samhälle är Kongoussi, 7,6 km söder om Darigma.
Trakten runt Darigma består i huvudsak av gräsmarker. Runt Darigma är det ganska tätbefolkat, med 54 invånare per kvadratkilometer.